# 克肖山
克肖山（英語：Mount Kershaw），是南極洲的山峰，位於葛拉漢地西岸的法利埃海岸，處於布萊克洛克島東北端，海拔高度1,180米，由英國南極名稱諮詢委員會命名，現時由南極條約體系管理。